# The Man Who Dared (film, 1920)

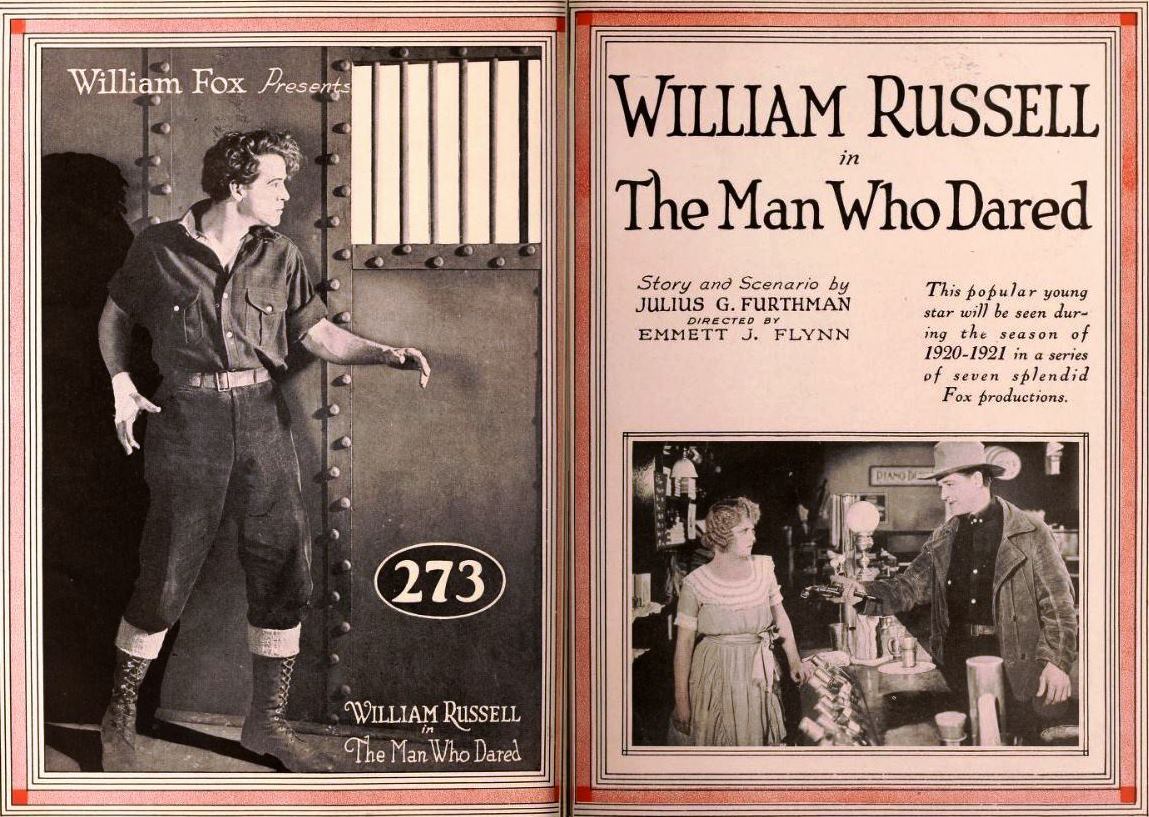

Pour les articles homonymes, voir The Man Who Dared.
The Man Who Dared est un film américain réalisé par Emmett J. Flynn et sorti en 1920.

## Synopsis
Sam Corvin, le père de Mamie Lee, est arrêté et condamné. Le shérif Ed Cass, amoureux de Mamie Lee, propose de rembourser la dette de Corvin si sa fille accepte de l'épouser. Choquée par tout ce qui se passe autour d'elle, la jeune fille accepte. Mais le shérif n'a pas l'argent promis, alors pour le trouver il va cambrioler le saloon de la ville, accusant alors son rival, Jim Kane, également amoureux de Mamie Lee, d'être le braqueur.

## Fiche technique
- Réalisation : Emmett J. Flynn
- Scénario : Jules Furthman
- Photographie : Clyde De Vinna
- Société de production : Fox Film Corporation
- Date de sortie : 1920

## Distribution

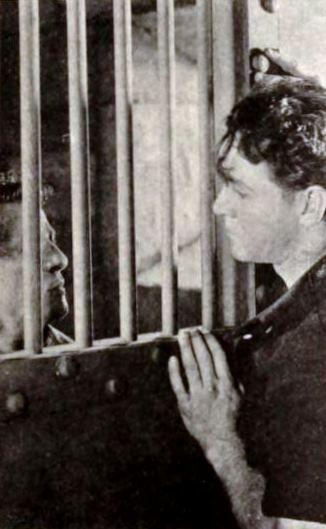
William Russell dans une scène du film.

- William Russell : Big Jim Kane
- Eileen Percy : Mamie Lee
- Frank Brownlee : Ed Cass
- Fred Warren : Sam Corwin
- Lon Poff : Long John
- Joe Ray